# 8947 Mizutani
8947 Mizutani este un asteroid din centura principală de asteroizi.

## Descriere
8947 Mizutani este un asteroid din centura principală de asteroizi. A fost descoperit pe 14 februarie 1997 la Ōizumi de Takao Kobayashi. El prezintă o orbită caracterizată de o semiaxă mare de 2,76 ua, o excentricitate de 0,21 și o înclinație de 8,8° în raport cu ecliptica.